# Our Unsung Villains
"Our Unsung Villains" es un episodio de 1956 de Disneyland que fue originalmente transmitido en ABC el 15 de febrero de 1956.

## Sinopsis
El episodio tiene a Walt Disney que entrega la función de presentar al Espejo Mágico, quién rápidamente decide hacer un espectáculo dedicado a los villanos de Disney. Hans Conried interpreta al Espejo Mágico en Blancanieves y los Siete Enanitos y repetirá el papel en varios especiales de televisión de Disney, incluyendo el episodio de 1977 "Disney's Greatest Villains", el cual sigue a éste. En este episodio, el Espejo Mágico sólo se centra en cuatro villanos, mientras que cubre a doce en "Disney's Greatest Villains".

## Villanos presentados en el Espejo Mágico
- El Lobo Feroz – Three Little Wolves (1936)
- La Reina Malvada – Blancanieves y los Siete Enanitos (1937)
- Brer el zorro y Brer el oso – Canción del Sur (1946)
- Capitán Garfio – Peter Pan (1953)